# Gare de Kaišiadorys
 (août 2023).
Si vous disposez d'ouvrages ou d'articles de référence ou si vous connaissez des sites web de qualité traitant du thème abordé ici, merci de compléter l'article en donnant les références utiles à sa vérifiabilité et en les liant à la section « Notes et références ».
La gare de Kaišiadorys  (en lituanien : Kaišiadorių geležinkelio stotis) est une gare ferroviaire située à Kaišiadorys en Lituanie.

## Situation ferroviaire

Le triangle au centre sur le réseau lituanien.

## Histoire
La gare est construite en 1862 du tronçon Vilius-Kaunas, c'est un important nœud ferroviaire formant le triangle avec Jonava, Kaunas.

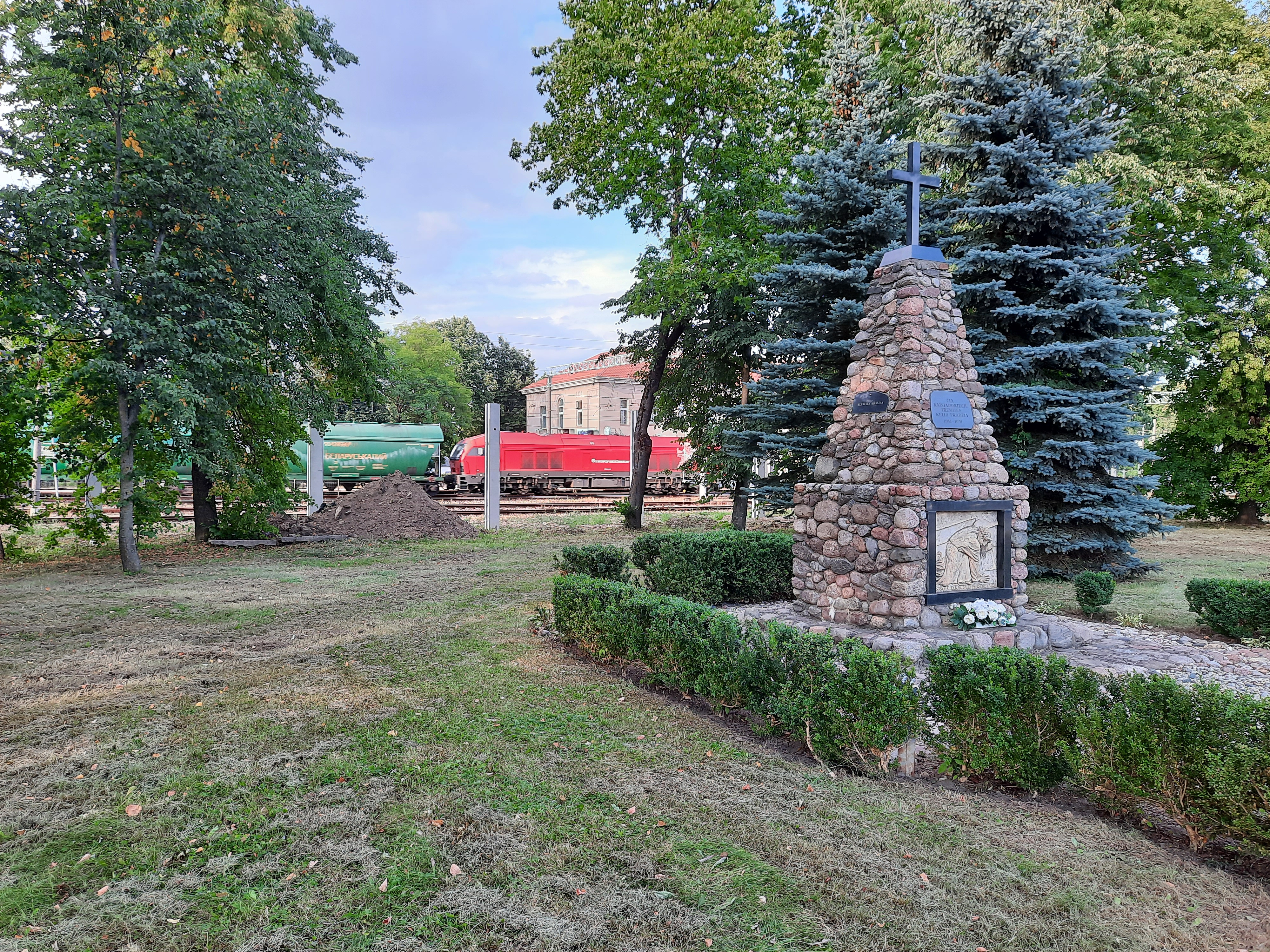
Monument de la déportation,
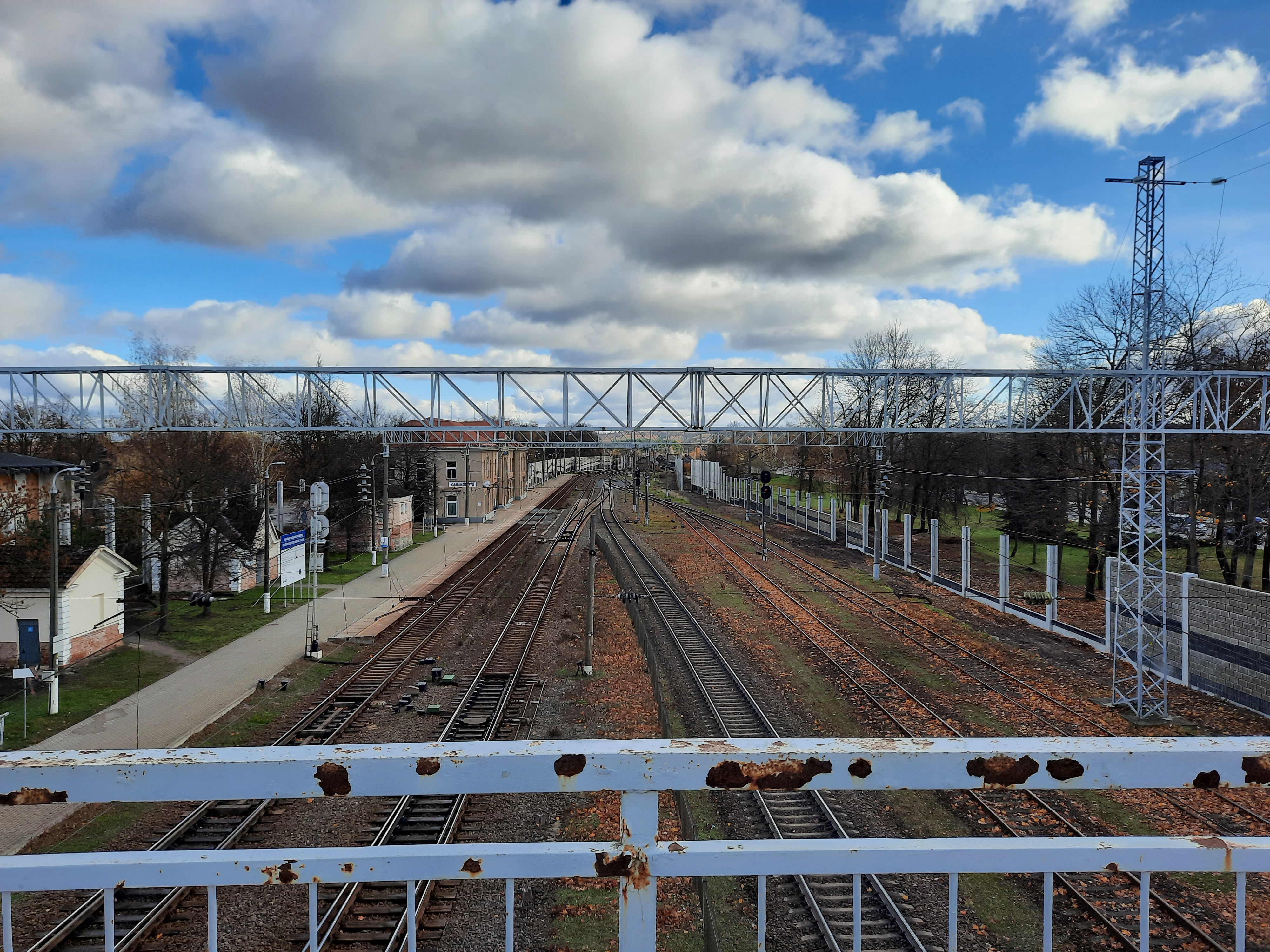
les voies.
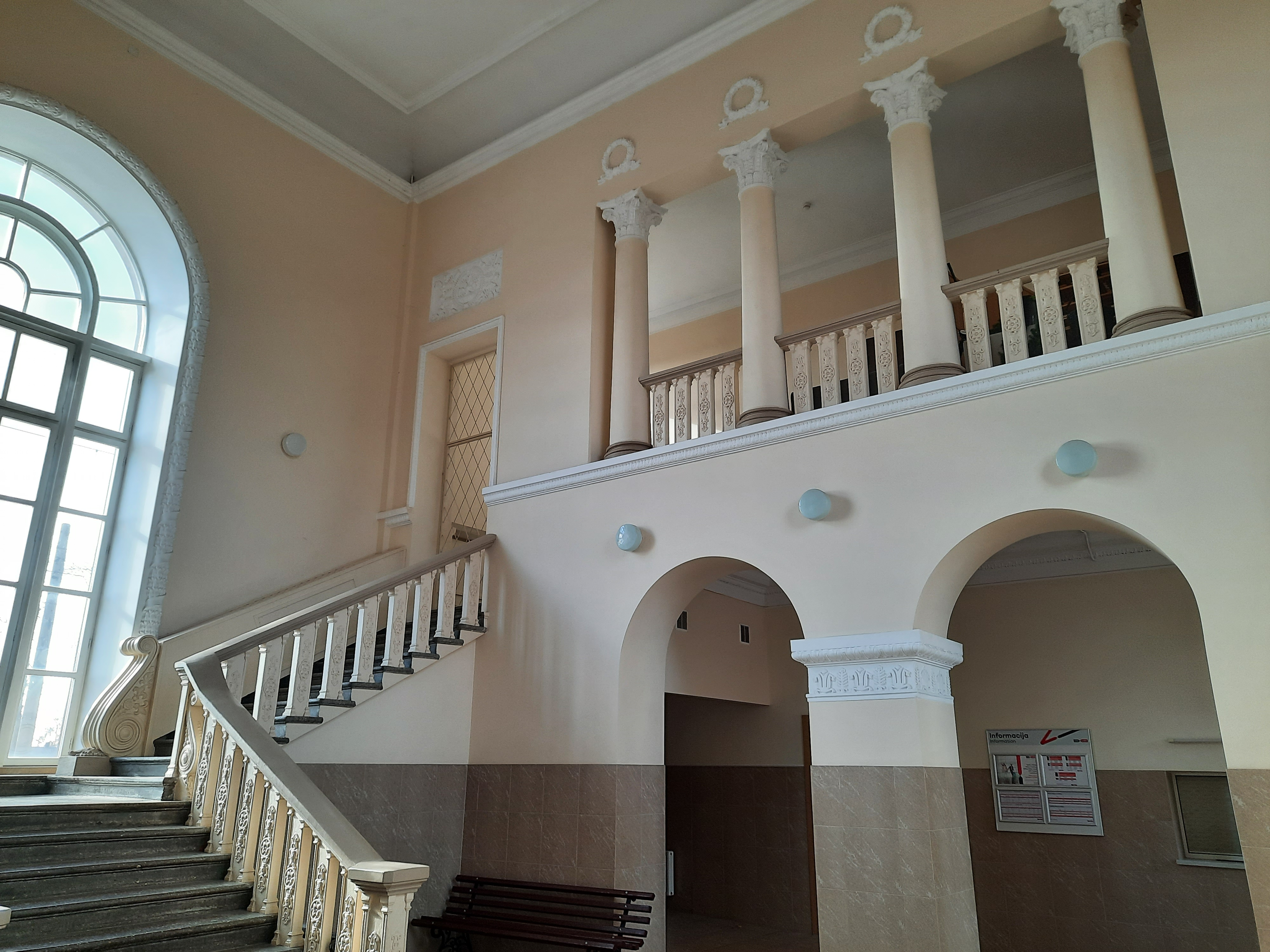
l'intérieur.